# Западно-центральная часть штата Парана (мезорегион)

Западно-центральная часть штата Парана на карте.

Западно-центральная часть штата Парана (порт. Mesorregião do Centro Ocidental Paranaense) — административно-статистический мезорегион в Бразилии, входит в штат Парана. Население составляет 334 125 человек (на 2010 год). Площадь — 11 935,284 км². Плотность населения — 27,99 чел./км².

## Демография
Согласно сведениям, собранным в ходе переписи 2010 г. Национальным институтом географии и статистики (IBGE), население мезорегиона составляет:
| Полное население                            | Полное население                            | Полное население                            | Полное население                            | 334 125 |
| ------------------------------------------- | ------------------------------------------- | ------------------------------------------- | ------------------------------------------- | ------- |
| в том числе:                                | Городское население                         | 268 168                                     | Процент городского населения, %             | 80,26   |
|                                             | Сельское население                          | 65 957                                      | Процент сельского населения, %              | 19,74   |
|                                             | Мужское население                           | 164 906                                     | Процент мужского населения, %               | 49,35   |
|                                             | Женское население                           | 169 219                                     | Процент женского населения, %               | 50,65   |
| Плотность населения, чел/км²                | Плотность населения, чел/км²                | Плотность населения, чел/км²                | Плотность населения, чел/км²                | 27,99   |
| Население мезорегиона в % к населению штата | Население мезорегиона в % к населению штата | Население мезорегиона в % к населению штата | Население мезорегиона в % к населению штата | 3,20    |

## Статистика
- Валовой внутренний продукт на 2003 год составляет 3 315 443 996,00 реалов (данные: Бразильский институт географии и статистики).
- Валовой внутренний продукт на душу населения на 2003 год составляет 10 036,55 реалов (данные: Бразильский институт географии и статистики).
- Индекс развития человеческого потенциала на 2000 год составляет 0,736 (данные: Программа развития ООН).

## Состав мезорегиона
В мезорегион входят следующие микрорегионы:
1. Кампу-Моран
2. Гойоэре